# Малый Чибий
Малый Чибий — река в России, протекает в Краснодарском крае. Устье реки находится в 33 км по правому берегу реки Чибий.
Длина реки — 16 км, площадь водосборного бассейна — 24,9 км².
Река Малый Чибий, сливаясь с рекой Большой Чибий, образует реку Чибий.

## Данные водного реестра
По данным государственного водного реестра России относится к Кубанскому бассейновому округу, водохозяйственный участок реки — Кубань от Краснодарского гидроузла до впадения реки Афипс. Речной бассейн реки — Кубань.